# Saint-Pierre-des-Ormes
 Saint-Pierre-des-Ormes  es una población y comuna francesa, situada en la región de Países del Loira, departamento de Sarthe, en el distrito de Mamers y cantón de Mamers.

## Demografía
| 317 | 308 | 242 | 201 | 202 | 226 |
| Para los censos de 1962 a 1999 la población legal corresponde a la población sin duplicidades (Fuente: INSEE [Consultar]) |     |     |     |     |     |